# Українське робітниче товариство імені Тараса Шевченка
Український робітничий союз імені Тараса Шевченка — громадська організація українців в Уругваї.
Союз створений у 1927 році. Мав 55 членів та багато симпатиків. Володів бібліотекою. Перебував під впливом Комінтерну. 
Від заснування розташовувався на вулиці Серріто у Монтевідео. У 1941 році придбано нове приміщення на вулиці Уругвай, 767. Під тиском посольства СРСР союз перетворено на Культурний центр імені Максима Горького та став переважно російським.